# Every Little Thing She Does Is Magic
«Every Little Thing She Does Is Magic» — пісня британського рок-гурту The Police, другий сингл з альбому Ghost In The Machine.

## Про пісню
Стінг написав пісню ще в 1976 році. Раннє демо пісні (1977) можна почути на альбомі Strontium 90: Police Academy гурту Strontium 90. Партію фортепіано додав сесійний клавішник Жан Руссель, якого Стінг запросив грати проти волі його колег по гурту: Енді Саммерса і Стюарта Коупленда.

## Список композицій
7": A&M / AMS 8174 (Велика Британія)
1. «Every Little Thing She Does Is Magic» — 3:58
2. «Flexible Strategies» — 3:44

7": A&M / AMS 9170 (Нідерланди)
1. «Every Little Thing She Does Is Magic» — 4:05
2. «Shambelle» — 5:10

## Позиції в чартах
| Чарт (1981)                          | Найвища позиція |
| ------------------------------------ | --------------- |
| Australian Singles Chart             | 2               |
| Belgian Singles Chart (Flanders)     | 3               |
| Canadian Singles Chart               | 1               |
| Dutch Singles Chart                  | 1               |
| Finnish Singles Chart                | 15              |
| Irish Singles Chart                  | 1               |
| Italian Singles Chart                | 25              |
| New Zealand Singles Chart            | 7               |
| Norwegian Singles Chart              | 5               |
| South African Singles Chart          | 12              |
| Spanish Singles Chart                | 3               |
| UK Singles Chart                     | 1               |
| Billboard Hot 100                    | 3               |
| Billboard Hot Mainstream Rock Tracks | 1               |